# 고분자물리학
고분자물리학(Polymer physics)은 고분자, 고분자의 요동, 기계적 특성뿐만 아니라 각각 고분자 및 단량체의 분해 및 중합과 관련된 반응 동역학을 연구하는 물리학 분야이다.
응집물리학의 관점에 초점을 맞추고 있지만 고분자물리학은 원래 통계물리학의 한 분야이다. 고분자 물리학 및 고분자 화학은 고분자 과학 분야와도 관련이 있으며 고분자의 응용 부분으로 간주된다.
폴리머(고분자)는 큰 분자이므로 결정론적 방법을 사용하여 해결하기에는 매우 복잡하다. 그러나 통계적 접근 방식은 결과를 산출할 수 있으며 종종 적절하다. 왜냐하면 큰 폴리머(즉, 많은 모노머를 포함하는 폴리머)는 무한히 많은 모노머의 열역학적 한계에서 효율적으로 설명할 수 있기 때문이다(실제 크기는 분명히 유한하지만).
열 변동은 액체 용액에서 폴리머의 모양에 지속적으로 영향을 미치며 그 효과를 모델링하려면 통계 역학 및 역학의 원리를 사용해야 한다. 결과적으로 온도는 용액 내 폴리머의 물리적 거동에 큰 영향을 미치며 상전이, 용융 등을 유발한다.
고분자물리학에 대한 통계적 접근 방식은 폴리머와 브라운 운동 또는 다른 유형의 임의 보행인 자기 회피 보행 사이의 유사성을 기반으로 한다. 가능한 가장 간단한 폴리머 모델은 단순한 랜덤 워크에 해당하는 이상적인 체인으로 표시된다. 크기 배제 크로마토그래피, 점도계, 동적 광산란, 중합 반응의 자동 연속 온라인 모니터링(ACOMP)과 같은 폴리머 특성화 방법을 사용하여 폴리머를 특성화하기 위한 실험적 접근 방식도 일반적이다. 폴리머의 화학적, 물리적 및 재료 특성을 결정한다. 이러한 실험 방법은 폴리머의 수학적 모델링과 폴리머의 특성을 더 잘 이해하는 데에도 도움이 되었다.

## 같이 보기
- 단백질 동역학